# Jiří Havel

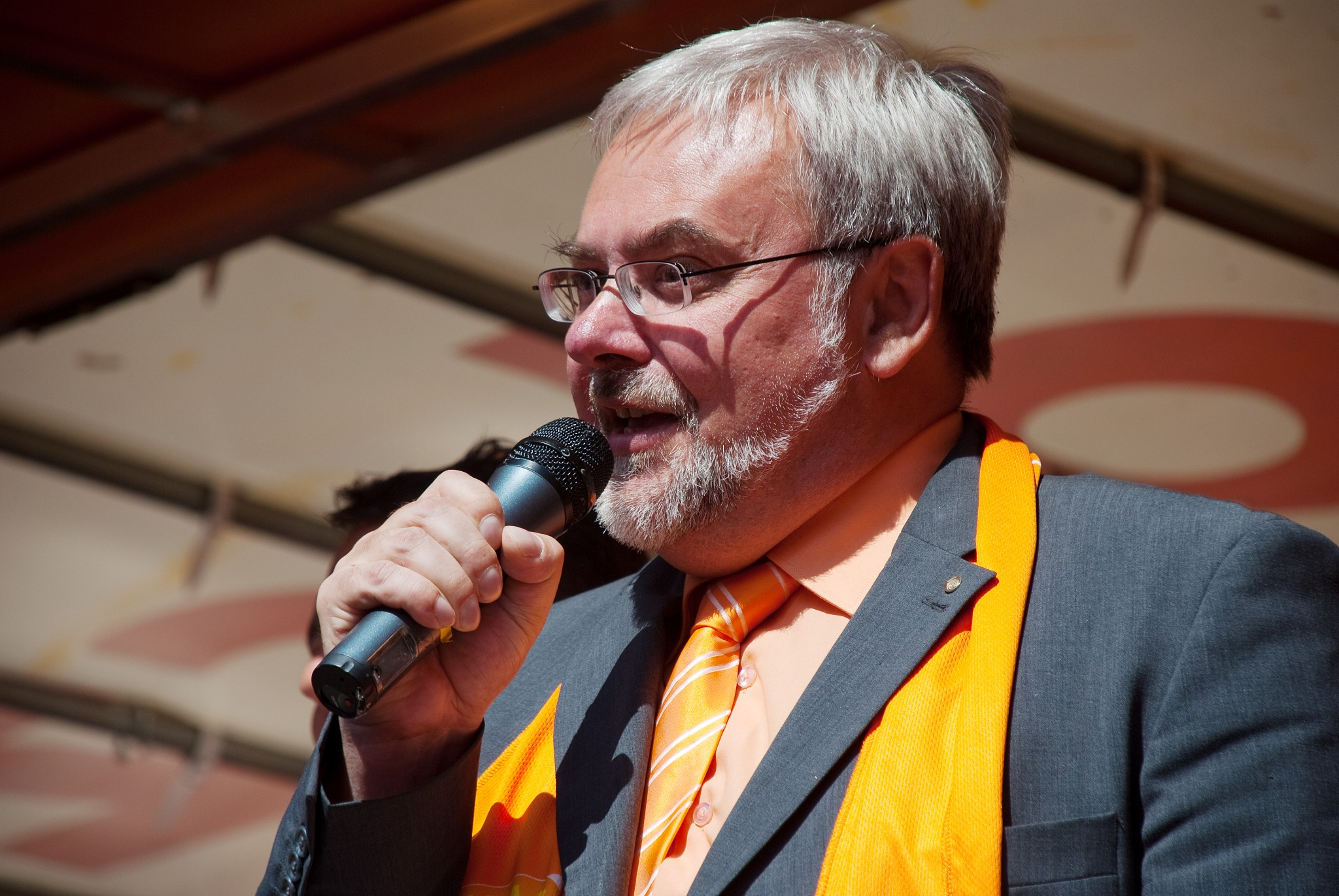
Jiří Havel (2009)

Jiří Havel (* 20. August 1957 in Prag; † 8. Juli 2012 in Wien) war ein tschechischer Politiker der ČSSD.

## Leben
Havel besuchte die sozialwissenschaftliche Fakultät der Karls-Universität Prag, wo er zum Doktor der Wirtschaftswissenschaften promoviert wurde. An der Hochschule für Wirtschaft in Prag wurde er 1982 Ingenieur und 1991 Candidatus Scientiarum. In dieser Zeit war er dort auch Pädagoge. 1992 wurde er Hochschulpädagoge am Institut für wirtschaftswissenschaftliche Studien der sozialwissenschaftlichen Fakultät der Karls-Universität. Von 2001 bis 2004 war er Vizepräsident der Tschechischen Gesellschaft für Wirtschaft.
Havel gehörte zunächst der kommunistischen Partei an. Nachdem er Anfang der 1990er Jahre einige Versuche unternahm, die unabhängige Linke organisatorisch zu etablieren, wechselte er später zur ČSSD. Dort war er von 1997 an stellvertretender Vorsitzender der volkswirtschaftlichen Kommission. Von 1998 bis 2006 war er Berater des Ministers, des stellvertretenden Ministerpräsidenten und des Ministerpräsidenten der Tschechischen Republik, danach beriet er den Vorsitzenden des Abgeordnetenhauses. 2006 war er stellvertretender Ministerpräsident für den Bereich Wirtschaft in der Regierung Paroubek. 2007 wurde er in den Vorstand der Sozialdemokratischen Partei Europas gewählt. Bei der Europawahl 2009 trat Havel als Spitzenkandidat der Sozialdemokraten an und zog in das Europaparlament ein. Am 8. Juli 2012 erlag er im akademischen Krankenhaus Wien einer schweren Erkrankung. Sein Mandatsnachfolger wurde Vojtěch Mynář.